# Vila romana de Cambre

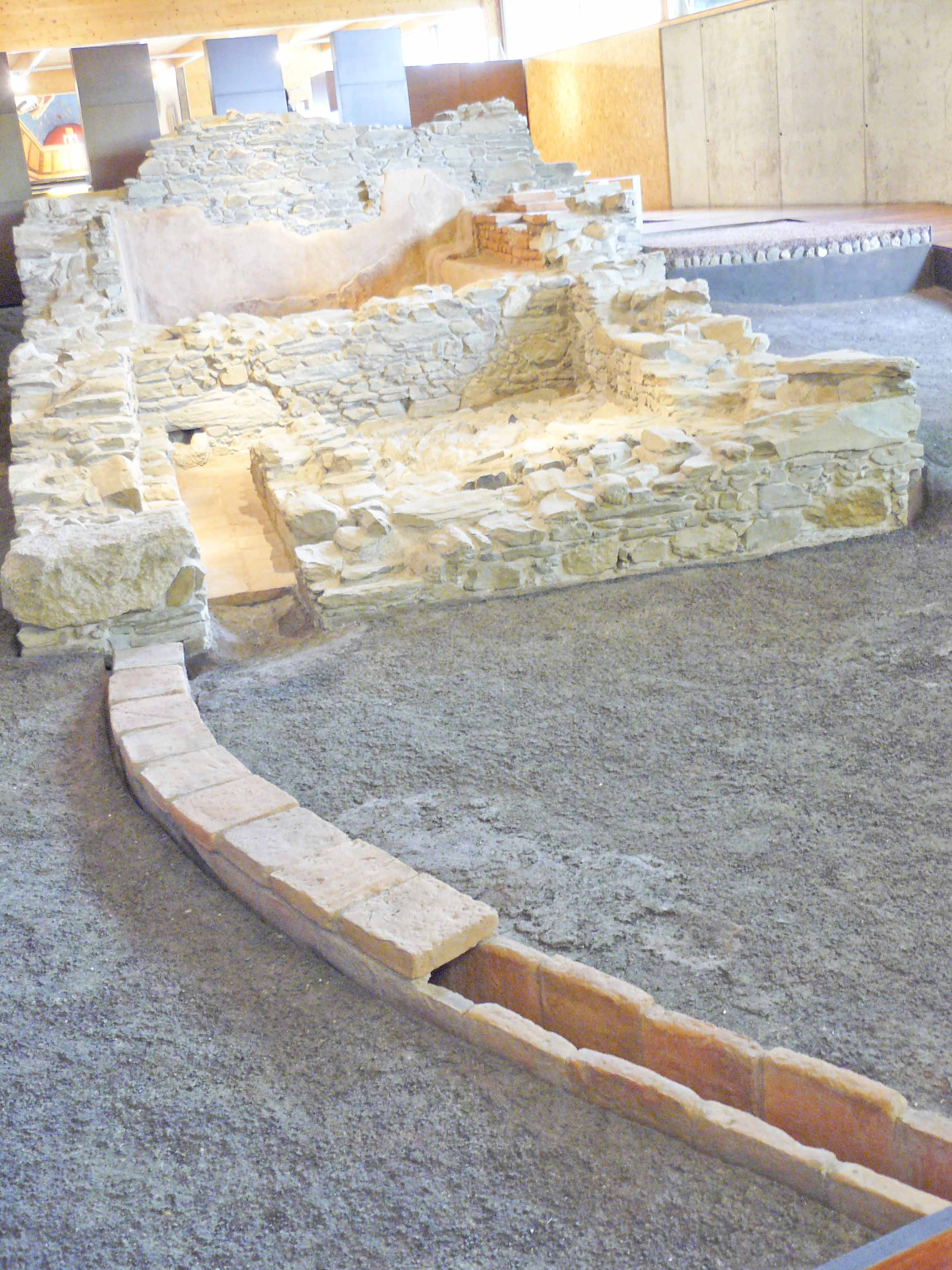
Banho e latrinas

A Vila romana de Cambre é um sítio arqueológico localizado na vila de Cambre e integrado na Rede galega de patrimônio arqueológico, na Corunha, comunidade autónoma da Galiza (Espanha).
Por mor de umas obras encontraram-se em 1998 os restos do qual no tempo da Galécia romana foi uma villa rural, datado entre os séculos II e IV. Assentada em um dos diferentes níveis do terraço fluvial, tal localização deveria-se às boas condições do terreno para a exploração agrícola.

## O Centro de Interpretação e Museu arqueológico de Cambre

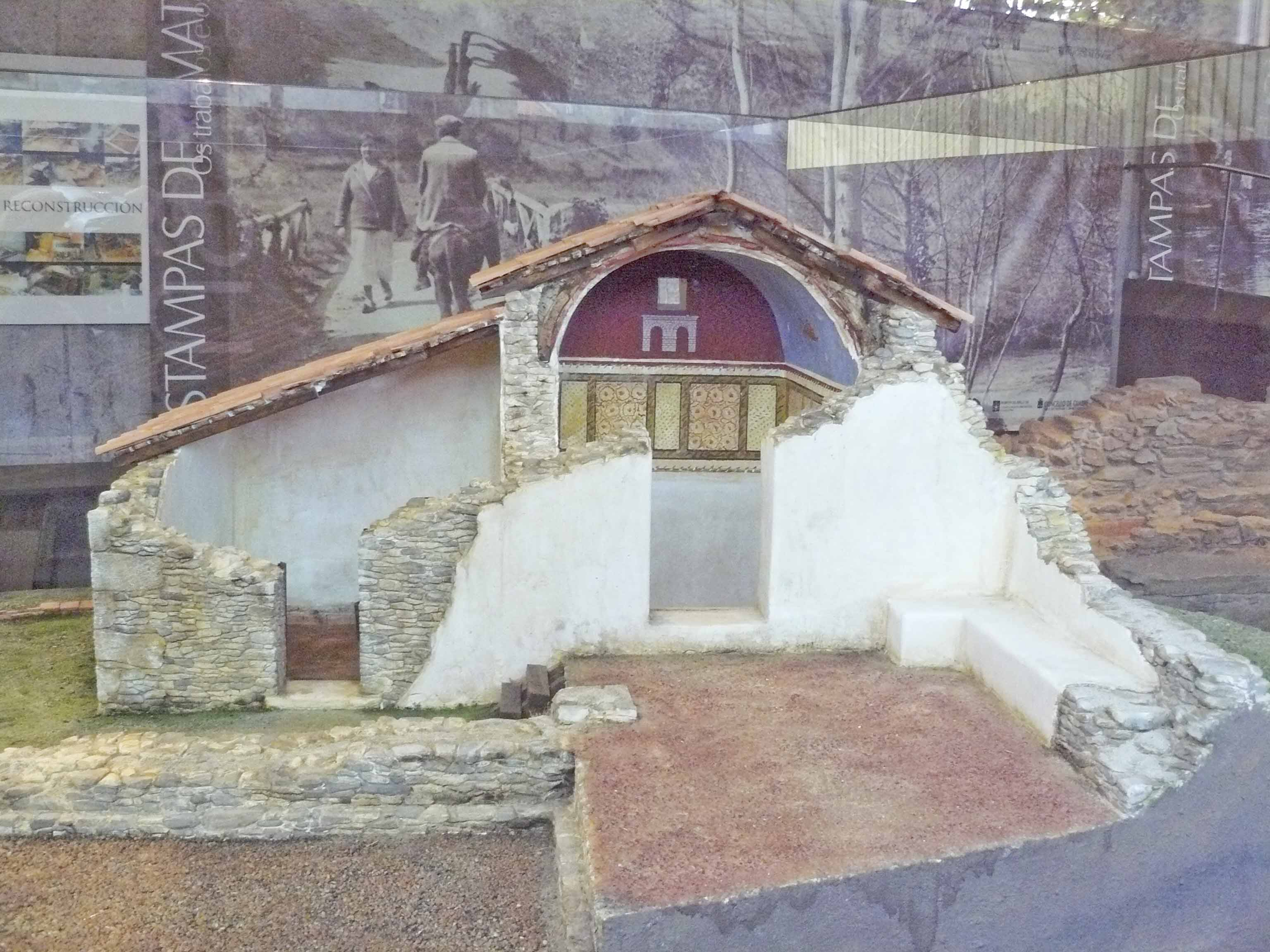
Maquete que reproduz o banho e as latrinas

Por ocasião de uma atuação arqueológica prévia à construção de um bloco de moradias num lugar situado entre um assentamento castrejo e o mosteiro beneditino do que formava parte a igreja, encontraram-se uma série de vestígios arqueológicos de época romana correspondentes a uma parte de uma villa tardo-romana.
Os restos encontrados foram deslocados do lugar do achado, frente da igreja românica de Santa Maria, e musealizados num centro de interpretação integrado em nossos dias no Museu arqueológico de Cambre.
O museu é dividido em dois espaços: Um primeiro com painéis explicativos e vitrinas com restos dos achados (restos cerâmicos de terra sigillata, tégulas...) e nomeadamente os restos pictóricos. Os painéis situam o visitante no contexto histórico, começando com apartados sobre  "A presença romana na Galiza", a Reconstrução de uma vila romana, e As pinturas e seu processo de restauração. Num segundo espaço encontramos os restos transladados acompanhados por maquetes representando a vila e os elementos reconstruídos.

## O banho e as latrinas

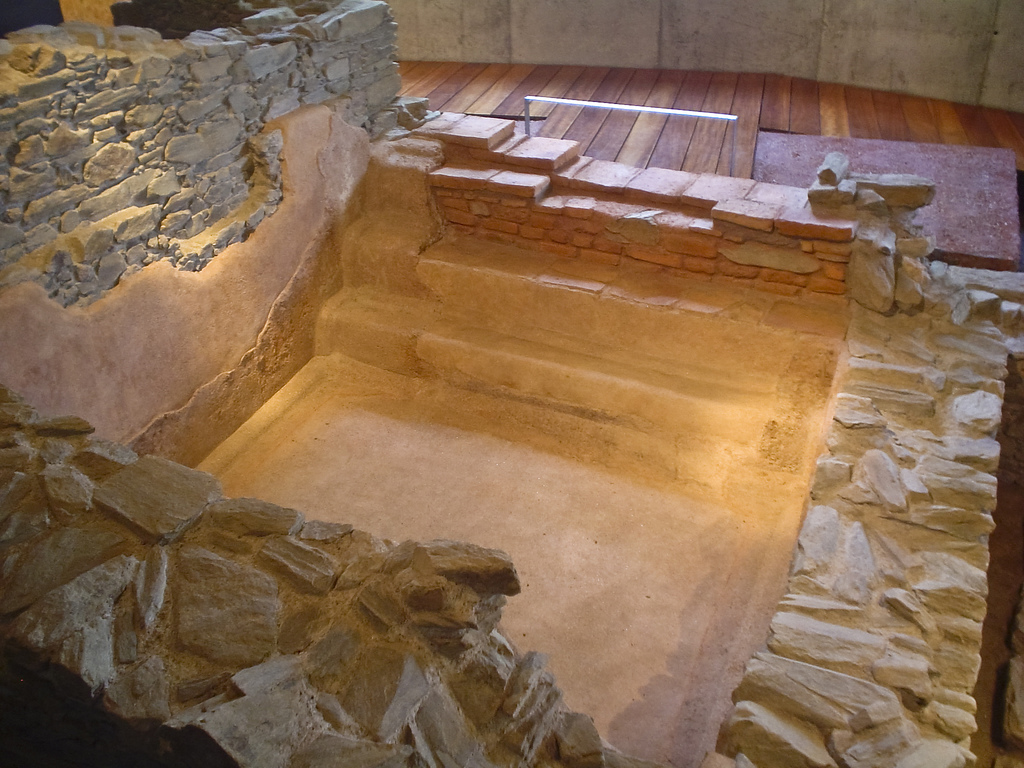
Banho

O achado consistiu no balneu (balneum) e as latrinas (latrinae) da villa. Os muros são de alvenaria irregular com abundante recheio (opus incertum)
- O balneu. Pelos restos encontrados deduz-se que se trataria de uma estância retangular coberta com abóbada de canhão, e uma coberta a duas águas com telhado composto por telhas (tegulae) e ímbrices. Trata-se de um frigidário, ou seja, um banho frio. À banheira acede-se mediante escadas de tijolos recobertos por morteiro impermeabilizante de entulho de tijolo (opus signinum) e os ângulos terminados por vedantes de estanqueidade do mesmo material. O morteiro é recoberto por uma camada de cal, de cor branca, acentuando a visão através do reflexo da pintura de temas marinhos com os que era decorada a abóbada.
- As latrinas conservam-se em pior estado, numa estância contígua, mas pode-se interpretar que se tratavam de elementos de uso coletivo. Sob cada fila de assentos havia um canal. Os resíduos escorreriam para o outro canal, feito de tijolos, no que havia uma arqueta de decantação para depurar as águas residuais.

## As pinturas murais

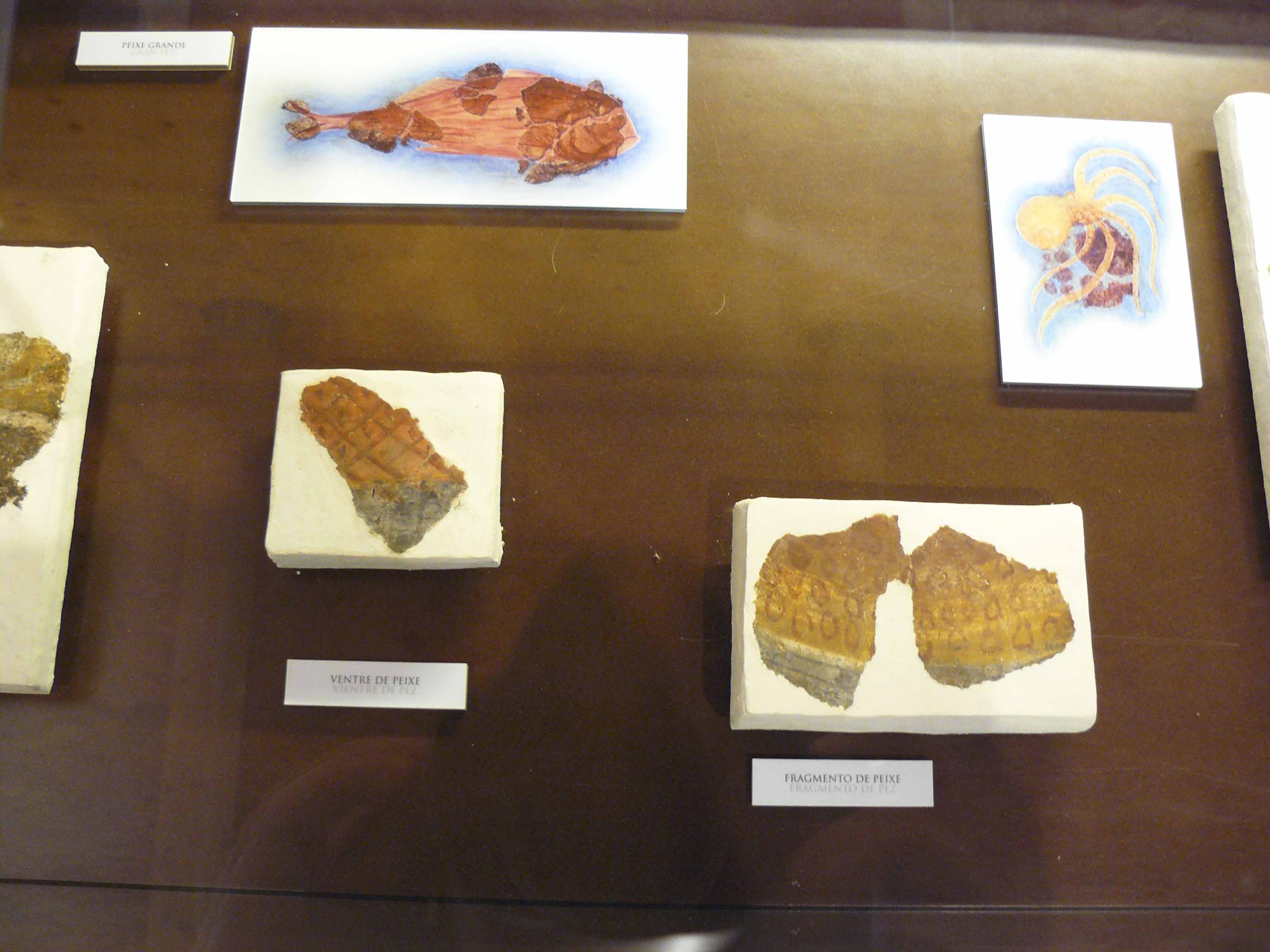
Vestígios das pinturas

Estas pinturas são a descoberta mas importante, já que nelas há uma das poucas amostras de pintura mural representando o mar desde uma óptica mimética, ou seja, uma representação não idealizada do mar. Da representação pictórica da abóbada conservam-se pedaços que representam, num fundo azul, diferente fauna marinha, como peixes, um polvo (ou mas bem parte dos seus tentáculos) e uma vieira.

A excepcionalidade destes vestígios faz que não tenham comparação na Península Ibérica e poucas no restante do mundo romano (nomeadamente Pompeia e Herculano), já que a representação romana do mar (tanto em pinturas quanto em mosaicos) costumava ser feita desde uma visão mitológica (apresentando um mar cheio de fauna marítima e fauna terrestre modificada e deuses vinculados a temática marítima)

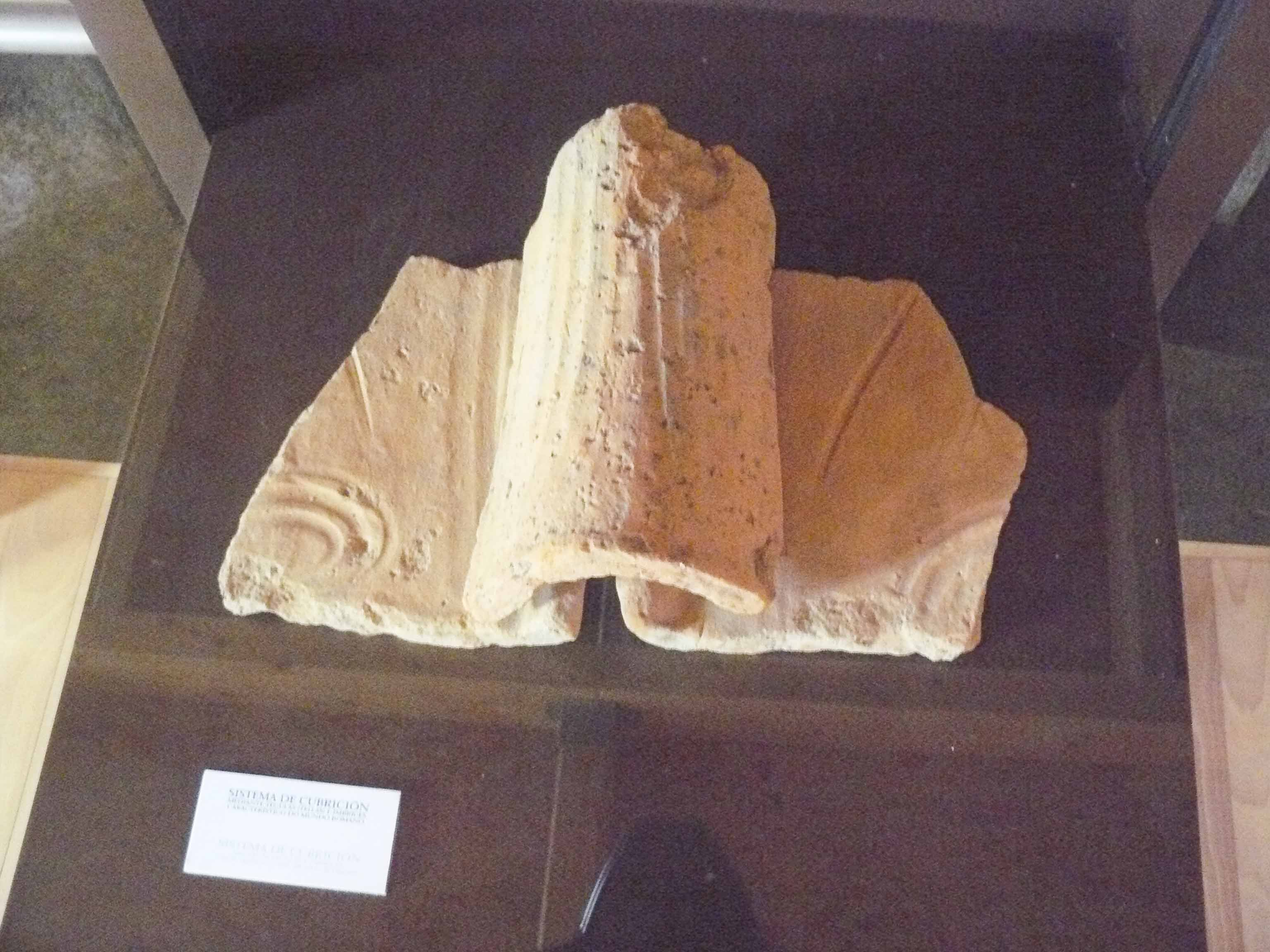
Restos de cobrimento (tégulas)

 ou bem gastronômica (como amostra ideográfica para os hóspedes dos manjares que oferece o anfitrião), e não como semelha neste caso como tentativa de plasmar de um jeito naturista o próprio meio, efeito ao que ajudava o próprio reflexo das águas frias da piscina.
Para alguns autores o estudo comparativo das pinturas de Cambre com algumas recentemente encontradas em Lugo e na Corunha fazem supor a existência duma oficina de pintura romana localizada em terras galegas.
As paredes estariam decoradas com pinturas sobre estuque com figuras geométricas, artesãos com losangos, circos e triângulos e motivos vegetais.